# Capsule Communicator

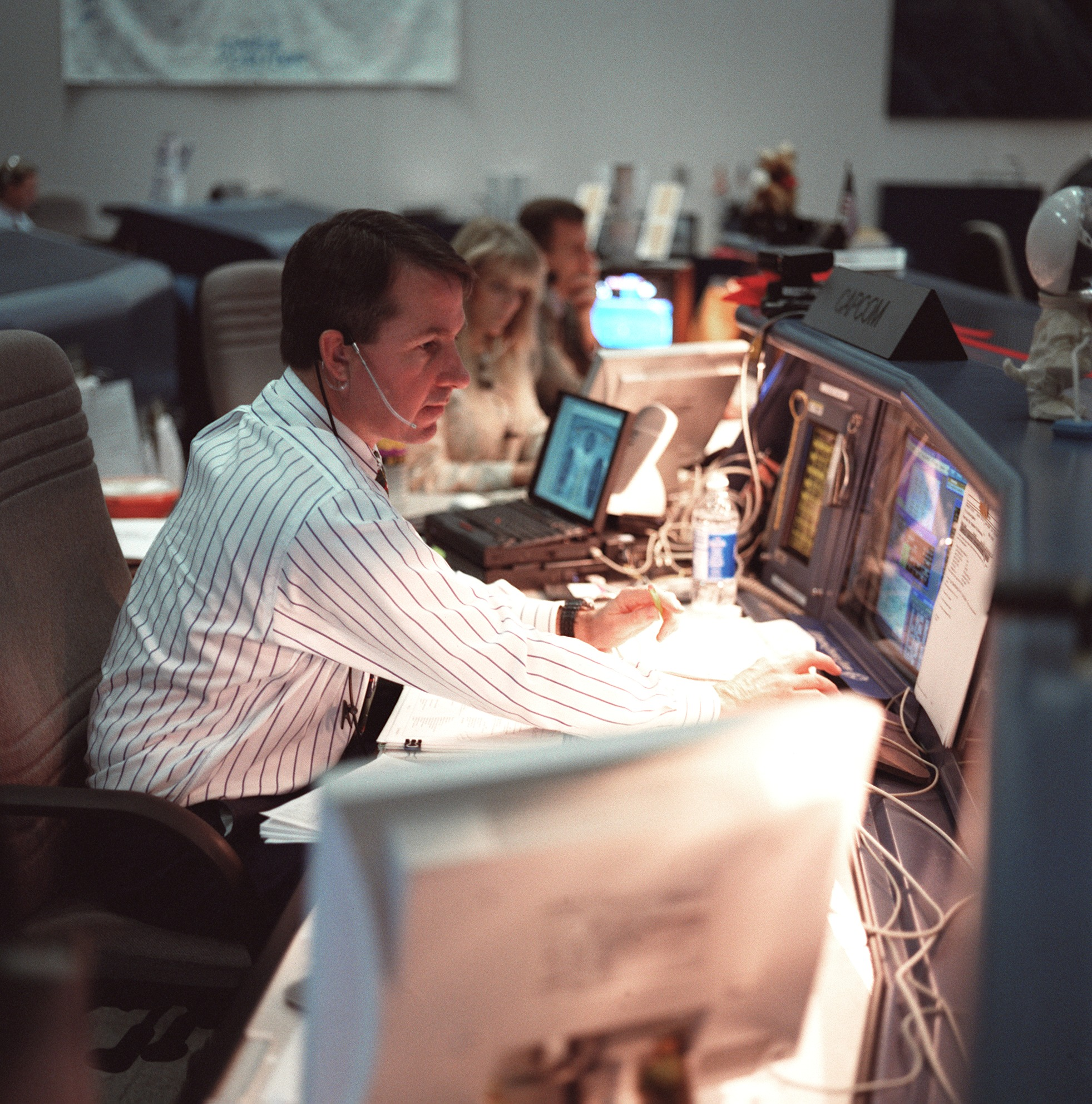
Stephen Robinson als Capcom während STS-103

Ein Capsule Communicator, kurz auch Capcom, ist in der bemannten Raumfahrt ein Verbindungssprecher zwischen den im All befindlichen Astronauten und der Bodenstation. Meist übernehmen Personen diese Stellung, die selbst Astronauten sind. 
Mit Beginn der US-amerikanischen bemannten Raumfahrt war es sowohl für die NASA als auch für die Astronauten wichtig, stets nur einen einzelnen Ansprechpartner zu haben, über den die gesamte Kommunikation kanalisiert wird. Der Capcom sitzt direkt neben dem Flugdirektor im Mission Control Center im Lyndon B. Johnson Space Center in Houston. Über den Capsule Communicator werden alle Anweisungen der Bodenkontrolle an die Astronauten übermittelt, auch fällt dem Capcom die Aufgabe der täglichen Wake-Up-Calls zu.
Ursprünglich war der Funk-Rufname auch tatsächlich „Capcom“. Mit dem Umzug der Bodenkontrolle in das Johnson Space Center änderte er sich dann in „Houston“. 
Bis 2001 wurde die Position des Capcoms bei der NASA nur durch Astronauten besetzt, entweder durch Mitglieder des Reserveteams der jeweiligen Mission oder aber durch Teilnehmer früherer Missionen. Inzwischen werden auch erfahrene Ingenieure und Ausbilder für diese Aufgabe herangezogen.